# جون ترمبل (شاعر)
جون ترمبل (بالإنجليزية: John Trumbull)‏ (و. 1750 – 1831 م) هو شاعر، ومؤلف، وكاتب أمريكي، كان عضوًا في الأكاديمية الأمريكية للفنون والعلوم، توفي في ديترويت، عن عمر يناهز 81 عاماً.

## التعليم
تعلم في جامعة ييل
.

## جوائز
حصل على جوائز منها:
- نيشان الفنون والآداب من رتبة قائد (17 يناير 2013)[8]
- جائزة المنافسة العامة  [لغات أخرى]‏ (1946)

## روابط خارجية
- جون ترمبل على موقع الموسوعة البريطانية (الإنجليزية)